# 1985 în jocuri video
Acest articol prezintă evenimente importante legate de jocuri video din anul 1985. Vezi și istoria jocurilor video.

## Evenimente

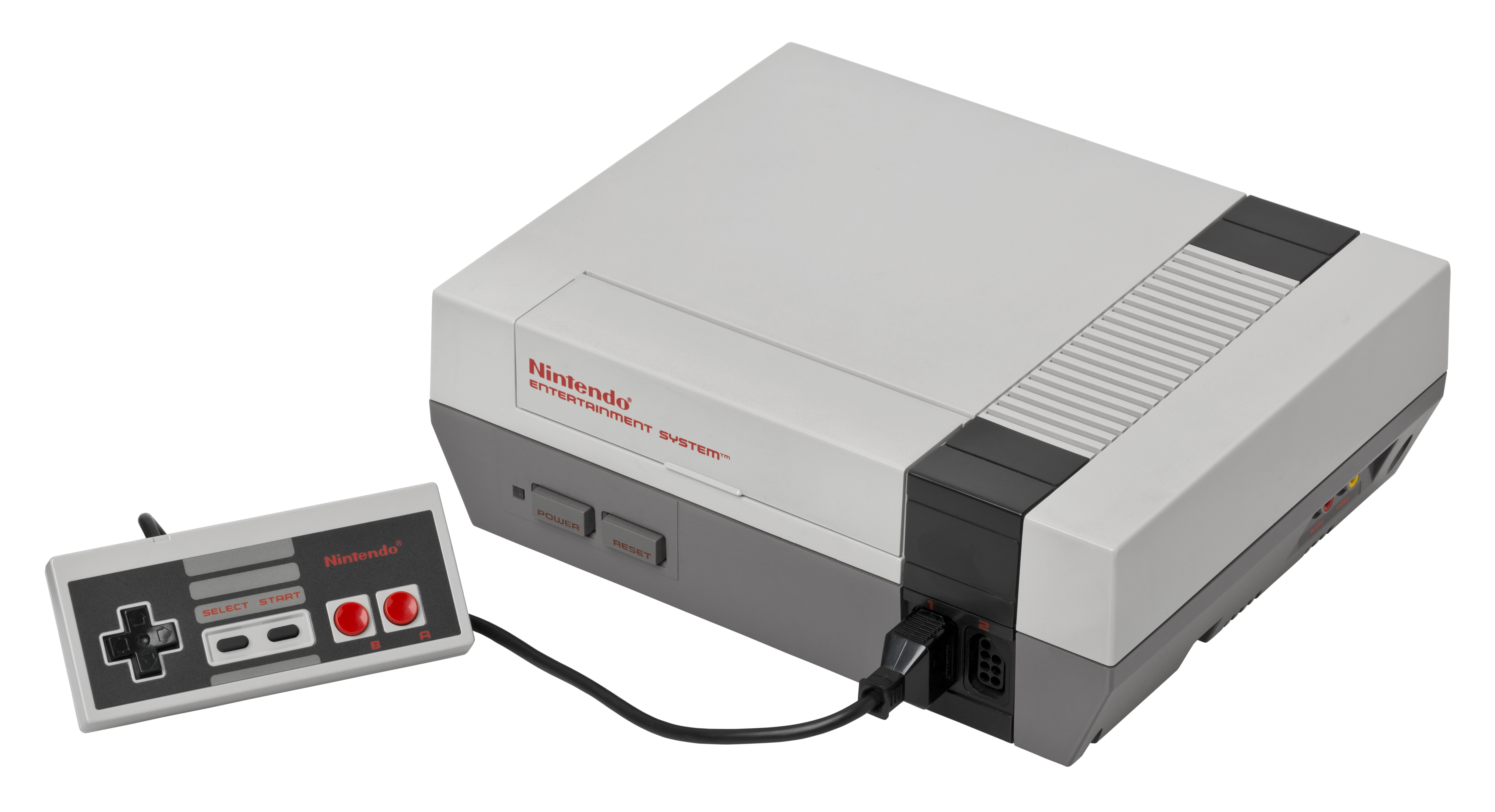
Consolă NES

În 1985 au apărut multe sequel-uri și prequel-uri în jocurile video, cum ar fi Super Mario Bros. și Kung Fu, împreună cu titluri noi precum Commando, Duck Hunt, Gauntlet, Ghosts 'n Goblins, Gradius, Hang-On, Space Harrier și  The Way of the Exploding Fist. Jocurile video arcade cu cele mai mari încasări ale anului au fost Hang-On și Karate Champ în Statele Unite și Commando în Regatul Unit. Cel mai bine vândut sistem de acasă al anului a fost Nintendo Entertainment System (Famicom) pentru al doilea an consecutiv, în timp ce cel mai bine vândut joc video pentru acasă a fost Super Mario Bros.

### Lansări importante
- The Bard's Tale
- Star Trek: The Kobayashi Alternative

### Companii
Companii noi: Bethesda, Cinemaware. Codemasters, Square Co., Titus, Westwood Studios.
Companii defuncte: Adventure International, Bug-Byte, Edu-Ware, RDI Video Systems.
David Mullich și alți câțiva angajați disponibilizați de la Edu-Ware formează Electric Transit, prima companie care s-a alăturat noului program de editori afiliați Electronic Arts.

### Reviste
În 1985, au apărut doar cinci numere bilunare ale revistei Computer Gaming World.